# Думбрава (Ливезиле)
Думбрава (рум. Dumbrava) насеље је у Румунији у округу Бистрица-Насауд у општини Ливезиле. Oпштина се налази на надморској висини од 472 m.

## Становништво
Према подацима из 2011. године у насељу је живело 213 становника.